# Страдыньш, Александр Григорьевич
Алекса́ндр Григо́рьевич Стра́дыньш (в русском написании также Страдынь, Страдиньш, латыш. Aleksandrs Stradiņš; род. 15 октября 1968, Рига) — советский и латвийский футбольный полузащитник и тренер.

## Карьера
Александр Страдыньш начал свою карьеру в составе РАФа, за который играл три года.
В 1991 году перешёл в «Форум-Сконто», в составе которого стал чемпионом Латвийской ССР.
Короткий период времени в 1992 году играл в «Асмарал». Позже вернулся в «Сконто», в рядах которого стал двукратным чемпионом Латвии.

## Достижения
«Сконто»
- Чемпион Латвийской ССР: 1991.
- Чемпион Латвии (2): 1992, 1993.
- Обладатель Кубка Латвии: 1992.

«Вилан-Д»
- Серебряный призёр чемпионата Латвии: 1995.

«Даугава» Рига
- Серебряный призёр чемпионата Латвии: 1996, 1997.

«Вентспилс»
- Бронзовый призёр чемпионата Латвии: 1998.

«Каунас»
- Чемпион Литвы: 1999.
- Бронзовый призёр чемпионата Литвы: 1998/99.
- Финалист Кубка Литвы: 1998/99.

«Металлург»
- Бронзовый призёр чемпионата Латвии: 2000, 2001.